# نبرد ایدانو
نبرد ایدانو (به ژاپنی: 井田野合戦) نبردی در دوره دوره سنگوکو (قرن شانزدهم) ژاپن بود. این نبرد هفت روز پس از قتل رهبر خاندان ماتسودایرا، ماتسودایرا کیویاسو (پدربزرگ توکوگاوا ایه‌یاسو به دست جانشین وی آبه ماساتویو رخ داد. نیروهای خاندان ماتسودایرا برای انتقام از ماساتویو یاغی و ارتش او به راه افتادند و پیروز شدند.